# أغواس دي البرتغال
أغواس دي البرتغال (إختصار بالإنجليزية: AdP Group) هي شركة برتغالية مملوكة للدولة تعمل في قطاع المياه.
تقدم شركات أغواس دي البرتغال الخدمات في جميع أنحاء البر الرئيسي للبرتغال وعبر مجالات إمدادات المياه و صرف مياه الصرف الصحي ، أي التقاط ومعالجة وتوزيع المياه للاستهلاك العام وجمع ونقل ومعالجة والتخلص من مياه الصرف الصحي في المناطق الحضرية والصناعية ، بما في ذلك مياه الصرف الصحي الخاصة بها. إعادة التدوير وإعادة الاستخدام.
تعمل مجموعة أغواس دي البرتغال أيضًا في العديد من البلدان الناطقة بالبرتغالية .

## أنظر أيضاً
- إمدادات المياه والصرف الصحي في البرتغال

## روابط خارجية
- أغواس دي البرتغال

1. ↑  مذكور في: Global LEI index. الوصول: 17 سبتمبر 2024.